# Stachys spectabilis
Stachys spectabilis là một loài thực vật có hoa trong họ Hoa môi. Loài này được Choisy ex DC. miêu tả khoa học đầu tiên năm 1823.